# Rostelekom
PJSC Long-distance and International Telecommunications “Rostelecom” kurz Rostelecom (russ. ПАО междугородной и международной электрической связи «Ростелеком») ist ein Telekommunikationsunternehmen aus Russland mit Sitz in Moskau. Das Unternehmen ist im RTS-Index an der Moskauer Börse gelistet, die Aktien werden auch an der NYSE und der Börse Frankfurt gehandelt.
Rostelekom ist in Russland einer der führenden Anbieter in Ferngesprächen, womit das Unternehmen über 50 Prozent seines Umsatzes erzielt. Des Weiteren erwirtschaftet das Unternehmen rund 25 Prozent mit internationalen Ferngesprächen. Das Unternehmen wurde 1993 gegründet. In Rostelekom ging die Svyazinvest auf.
Die große Mehrheit der Internetverbindungen aus dem Ausland mit Russland sowie von internationalen Ferngesprächen werden nach Firmenangaben vom Unternehmen geleistet.
2014 wurde eine Kooperation mit Tele2 eingegangen, um Tele2 Russia am Markt zu etablieren. Im Jahr 2020 wurde Tele2 Russia vollständig von Rostelekom übernommen.